# Wound Repair and Regeneration
Wound Repair and Regeneration is een internationaal, aan collegiale toetsing onderworpen wetenschappelijk tijdschrift op het gebied van de celbiologie, dermatologie en de chirurgie. De naam wordt in literatuurverwijzingen meestal afgekort tot Wound Repair Regen. Het wordt uitgegeven door Wiley-Blackwell namens de Wound Healing Society en verschijnt 6 keer per jaar.